# 三信鉱工
三信鉱工株式会社（さんしんこうこう、英: Sanshin Mining Ind. Co., Ltd.）は、 愛知県北設楽郡東栄町に本社を置くセリサイト（絹雲母）の採掘精製会社である。町内で運営する粟代（あわしろ）鉱山は、日本国内では現役唯一のセリサイト鉱山である。セリサイトを使った化粧品の手作り体験や鉱山の見学会も開いている。

## 概要
1946年（昭和21年）設立の絹雲母の採掘精製会社で、粟代鉱山で採掘される良質なセリサイトを精製し「三信マイカ」という商標で世界中の化粧品メーカーに供給している。粟代鉱山で採れる高純度かつ不純物の少ないセリサイトは主にファンデーションの原料として使用され、世界シェアの50%以上を占めている。
2007年（平成19年）には愛知ブランド企業に認定された。

## 事業所
- 本社・振草工場（愛知県北設楽郡東栄町）[1]
- 粟代鉱業所（愛知県北設楽郡東栄町）[1]

## 関連会社
- ジャパンセリサイト株式会社（テイカ株式会社との合弁）[6]